# Ornithochilus moretonii
Ornithochilus moretonii är en orkidéart som beskrevs av Frederick Manson Bailey. Ornithochilus moretonii ingår i släktet Ornithochilus och familjen orkidéer. Inga underarter finns listade i Catalogue of Life.